# Saint-Utin
Saint-Utin è un comune francese di 77 abitanti situato nel dipartimento della Marna nella regione del Grand Est.

## Società

### Evoluzione demografica
Abitanti censiti